# Wilma Cozart Fine
Wilma Cozart Fine (29 de marzo de 1927, Aberdeen, Misisipi – 21 de septiembre de 2009, Harrison, Nueva York) fue una productora discográfica estadounidense, que junto con su marido Robert C. Fine (1922-1982), dirigió la división de música clásica de Mercury Records en la década de 1950 y principios de la de 1960. Produjo cientos de grabaciones, particularmente la serie Mercury Living Presence que, según su obituario en The New York Times, "todavía son apreciadas por los coleccionistas por la profundidad y el realismo de su sonido".
Nacida en Fort Worth, asistió a la Universidad del Norte de Texas estudiando educación musical en la Facultad de Música y Negocios de la citada universidad.
En 2011, Cozart Fine recibió un premio Grammy Trustees póstumo por sus importantes contribuciones a la industria discográfica.